# Ny Carlsberg Vej
Ny Carlsberg Vej er en gade på Vesterbro i København, der går fra Sønder Boulevard i øst til hjørnet af Pile Allé og Valby Langgade ved det sydøstlige hjørne af Søndermarken i vest. På det sidste stykke går gaden gennem Carlsberg Byen, hvor det tidligere bryggeri er ved at blive omdannet til et boligområde. Her går gaden gennem portene i Elefanttårnet og Dipylontårnet, der begge er tegnet af Vilhelm Dahlerup i historicistisk stil.

## Historie
Gaden mellem Enghavevej og Valby Langgade blev anlagt omkring 1859. Den blev dengang kaldt for Bakkegårdsvej efter Bakkegården ved den vestlige ende af gaden. Gården var også kendt som Gamle Bakkegård efter opførelsen af Ny Bakkegård på Rahbeks Allé. Den nye gade lå til at begynde med i et åbent landområde. En af de første bygninger var Adolphs Cikoriefabrik på hjørnet af Vesterfælledvej. På den anden side af gaden lå der et teglværk.
Tilbage i 1847 etablerede J.C. Jacobsen bryggeriet Carlsberg i et område syd for Bakkegården. I 1870 blev bryggeriet udvidet med et anneksbryggeri, som J.C. Jacobsens søn Carl Jacobsen lejede efter uenigheder med sin far. I 1880 opsagde J.C. Jacobsen lejeaftalen. Carl Jabobsen svarede ved at købe Gamle Bakkegård og opføre et bryggeri på grunden. Med sin fars tilladelse kaldte han det for Ny Carlsberg, mens Carlsbergs navn til gengæld blev ændret til Gamle Carlsberg. Carl Jacobsen boede på Gamle Bakkegård med sin familie i nogle få år men erstattede den så med et nyt hus. I 1883 blev Bakkegårdsvej omdøbt til Ny Carlsberg Vej efter hans bryggeri.
Ny Carlsbergs bygninger blev opført med hjælp fra nogle af tidens ledende arkitekter, blandt andet Vilhelm Dahlerup. I 1887-1888 blev der opført boliger for brygggeriarbejderne efter tegninger af Christian Laurits Thuren ved den forsvundne Theofilus Hansens Gade. De blev revet ned i 1962. Det stadig eksisterende rækkehuskvarter Humleby i området nord for Ny Carlsberg Vej blev opført af Arbejdernes Byggeforening mellem 1885 og 1891 for at skaffe sunde boliger for medarbejderne på Burmeister & Wain.
I 1880 flyttede Eduard Gluud sit blegeri fra Blegdamsvej til Ny Carlsberg Vej 14, senere nr. 78. Det drev en butik med lædervarer i Store Kongensgade 32. Firmaet F. Gluud's Sønner lukkede i 1911. I 1887 erhvervede Camilla Nielsen en forfalden ejendom på Ny Carlsberg Vej, som hun omdannede med 75 små lejligheder til trængte børnefamilier.
Omkring 1900 blev Ny Carlsberg Vej forlænget mod øst til Sønder Boulevard. Stykket mellem Enghavevej og Vesterfælledvej var i 1910'erne og 1920'erne genstand for kommunal byudvikling med anlæggelse af Enghaveparken og en række etageejendomme. Den vestlige ende af gaden blev i stadig højere grad domineret af det voksende Carlsberg, der var blevet slået sammen til et bryggeri i 1906.
I 2008 blev bryggeriet lukket, da produktionen blev flyttet til Fredericia. I stedet blev der lavet en plan om at omdanne området til et nyt boligkvarter. Arbejdet med det er stadig i gang ved udgangen af 2020.
I 2015 blev allé-delen af gadens træer fældet, og vejen blev midlertidigt asfalteret. Fra 2024 vil der komme nye træer, og de gamle bevaringsværdige brosten bliver lagt på plads igen.

## Bygninger
Ny Vesterbro Skole i nr. 35 er en kommunal folkeskole, der blev skabt ved en sammenlægning af Ny Carlsbergvejens Skole og Alsgade Skole i 2004. Ny Carlsbergvejens Skole åbnede i 1913. A/B Enghaven, der optager hele blokken mellem Vesterfælledvej og Enghaveparken, blev opført af Københavns Kommune i 1927. Blokken med nr. 37 overfor blev opført i 1917 efter tegninger af Christian Mandrup-Poulsen.
Carl Jacobsens Villa blev opført i 1892 efter tegninger af Hack Kampmann. Det tilstødende Carlsberg Museum i nr. 105 blev opført for at huse hans private kunstsamling, der senere overgik til Ny Carlsberg Glyptotek. Den smalle runde vagtbygning på hjørnet af Valby Langgade, der vogtede indgangen til både bryggeriet og villaen, er opført i 1905 og ligeledes efter tegninger af Hack Kampmann. Den er kendt som Gærtårnet, idet det var muligt for private kunder at købe overskydende frisk gær af vagten.
Det grå hus på den anden side af gaden er en tidligere villa, der blev opført efter tegninger af Laurits Albert Winstrup i 1875. Den blev købt af Carl Jacobsen i 1882 og benyttet som administrationsbygning af hans nye bryggeri. I 1901 blev det udvidet med en nordlig fløj efter tegninger af Hack Kampmann.
Ny Carlsbergs kompleks blev opført i etaper i historicistisk stil med hjælp fra skiftende arkitekter. Hotel Ottilia på den sydlige side af gaden var tidligere et malteri. Ny Carlsberg Bryghus blev opført i 1891 efter tegninger af Wilhelm Klein. De to bygninger er i den østlige ende forbundet af den rigt dekorerede Dipylontårnet, der blev opført hen over gaden i 1892 efter tegninger af Vilhelm Dahlerup. Den ni år yngre Elefanttårnet fører over gaden i den vestlige ende af komplekset og bæres af fire granit-elefanter i fuld størrelse.
Europaskolen København i nr. 99 er en international skole, der blev indviet i november 2018. Bygningen blev tegnet af Vilhelm Lauritzen Arkitekter i samarbejde med Nord Arkitekter.

## Kunst
Hotel Ottilia har en række buster på facaden i stueetagen. De er opsat til minde om Louis Pasteur (1884, Paul Dubois), Gabriel Sedlmayr (1900, Alexis Møller) og Emil Christian Hansen (Nicolai Outzen Schmidt),
De to klokkeslagere på toppen af Dipylontårnet blev skabt af Stephan Sinding. De firegranitelefanter, der bærer Elefanttårnet blev skabt af Hans Peder Pedersen-Dan. I en af buerne i loggiaen over elefanterne er der en dobbeltbuste af Ottilia og Carl Jacobsen, der er udført af Ludvig Brandstrup.
Ovenpå Ny Carlsberg Bryghus er der en skulptur af tordenguden Thor af Carl Bonnesen.